# Janice Voss
Janice' Elaine Voss (South Bend, 8 de outubro de 1956 — Houston, 6 de fevereiro de 2012) foi uma astronauta norte-americana, veterana de cinco missões no espaço.
Engenheira formada pela Universidade Purdue, trabalhou durante seus estudos superiores em cooperação com o Centro Espacial Johnson e fez seu doutorado pelo Instituto Tecnológico de Massachusetts em 1987, em Aeronáutica e Astronáutica.
Janice foi selecionada para o curso de astronautas da NASA em 1990, exercendo funções em terra após a graduação como especialista de missão. Entre 1993 e 2000 foi ao espaço cinco vezes. A primeira delas em junho de 1993, na STS-57 Endeavour, uma viagem de dez dias, onde a tripulação fez experiências biológicas e de ciências da matéria no Spacehab.
Sua segunda missão foi na STS-63 Discovery, em 1995, a primeira missão de um ônibus espacial à estação russa Mir.
A terceira missão, em abril de 1997, STS-83 Columbia, missão prevista para durar quinze dias mas abortada após três, por problemas numa célula de energia da Columbia. Três meses depois a mesma tripulação voltou ao espaço na STS-94, para cumprir a missão anterior abortada. 
A última delas foi na STS-99 Endeavour, em fevereiro de 2000, que trabalhou no projeto SRTM no espaço, de levantamento da topografia e altimetria terrestre.
Voss foi diretora-científica do projeto Kepler que em 2009 colocou no espaço um observatório especialmente fabricado para procurar por exoplanetas. Ele exerceu a função de chefe de cargas do departamento de astronautas da NASA.
Morreu aos 55 anos, em 6 de fevereiro de 2012, de câncer de mama.